# Scandalo in sala. La sfida tra Potere e Cinema in Italia
Scandalo in sala. La sfida tra Potere e Cinema in Italia è un film documentario del 2014 diretto da Serafino Murri e Alexandra Rosati.

## Trama
“Scandalo in sala” è il racconto di quarant'anni di storia del Paese e di “attentati” cinematografici all'immagine dell'Italia stabilita dal Potere: da Totò e Carolina di Mario Monicelli a La dolce vita di Federico Fellini fino a Salò o le 120 giornate di Sodoma di Pier Paolo Pasolini, passando per I pugni in tasca di Marco Bellocchio, Ultimo tango a Parigi di Bernardo Bertolucci e Todo Modo di Elio Petri, attraverso i ricordi e lo sguardo di Marco Bellocchio, Bernardo Bertolucci, Nanni Moretti, Wilma Labate, Marco Tullio Giordana, Vittorio Taviani e Francesca De Sapio, e l'analisi critica di Alberto Crespi e Monsignor Dario Edoardo Viganò, “Scandalo in sala” racconta la storia di alcuni dei film che si sono scontrati con il Potere istituzionale, con quello religioso e con l'opinione pubblica di un Paese lacerato da scontri sociali e trame oscure, ma anche la storia di coloro che dall'alto delle istituzioni li hanno avversati in nome della pubblica moralità: da Giulio Andreotti a Mario Scelba a personaggi che operavano nell'ombra come il magistrato-insabbiatore e piduista Carmelo Spagnuolo, fino all'avvento di Silvio Berlusconi, che invece di opporre un braccio di ferro istituzionale a un certo cinema scomodo, lo “compra” e lo diffonde con le sue televisioni fino ad annullarne gradualmente il potenziale “eversivo”. Censure, crociate giornalistiche e religiose portate avanti su fronti opposti dalle “due chiese” (come le definiva Pier Paolo Pasolini), i grandi schieramenti ideologici della DC e del PCI, e poi processi penali, sequestri, provvedimenti esemplari. Un percorso parallelo a quello di sconvolgenti eventi storici come il Sessantotto, la Strategia della tensione e gli Anni di Piombo, fino alla deriva del berlusconismo e all'era del Grande Disimpegno: quello della perdita definitiva di una dimensione comune della politica e dell'agire sociale. 
Una situazione sempre al limite dell'autocensura, il cui solo antidoto in direzione di un'indipendenza produttiva e ideologica sembra essere l'autarchia, come dimostra il caso di Nanni Moretti, che da regista e attore diventa anche produttore, distributore ed esercente dei suoi film: una “mosca bianca” nel panorama sempre più uniforme del cinema italiano.

## Produzione
Girato nel 2013 e terminato l'anno successivo, il film è uscito in DVD a dicembre 2014. È stato presentato al 61º Taormina Film Fest, il 18 giugno 2015